# Bataille de Cravant
 (septembre 2014).
Si vous disposez d'ouvrages ou d'articles de référence ou si vous connaissez des sites web de qualité traitant du thème abordé ici, merci de compléter l'article en donnant les références utiles à sa vérifiabilité et en les liant à la section « Notes et références ».
Guerre de Cent Ans
Batailles
La bataille de Cravant, dans l'Yonne, est un épisode de la guerre de Cent Ans, qui eut lieu le 31 juillet 1423. Elle s'est terminée sur une victoire écrasante de l'armée bourguignonne et de ses alliés anglais sur l'armée française.

## Préambule
Après le traité de Troyes en 1420, l'Angleterre occupe toutes les terres situées au nord de la Loire. En 1422, à la mort soudaine d'Henri V, les hostilités reprennent. Cette bataille est une des premières de la reprise des hostilités.

## La bataille
Tanneguy du Châtel, poursuivi par les comtes de Salisbury et de Suffolk, s’était retiré du côté de Cravant, place que Charles VII regardait comme une des clefs de la Bourgogne et dont le bâtard[Lequel ?] de La Baume s’était récemment emparé.
Tanneguy fut bien surpris en trouvant cette place occupée par Claude de Chastellux qui s’y était enfermé avec les sires de Boligneu, d’Usselot, de Digoine, de Presles, de Chandio et environ quatre cents hommes.
Le roi ordonna donc à John Stuart, connétable d’Écosse, qui venait de recevoir trois mille de ses compatriotes, d’aller renforcer La Baume et Du Châtel, et au maréchal de Sévérac, de traverser la Loire pour se joindre à eux.
Le siège de Cravant fut donc entrepris par une armée composée d’environ quinze mille hommes. Pendant cinq semaines les Bourguignons le soutinrent avec une constance admirable malgré le manque de vivres qui les obligea à manger leurs chevaux ; enfin les seigneurs de Chastellux et de Presles trouvèrent le moyen de faire avertir la duchesse douairière de leur position critique. Cette princesse ordonna à Jean de Toulongeon, maréchal de Bourgogne, de rassembler des troupes ; elles se trouvèrent prêtes les 18 et 20 juillet 1423. Celles du duché se réunirent entre Montbard et Avallon, et celles du comté entre Châtillon et Chaumont. Les deux mille Bourguignons se rencontrèrent huit jours après à Auxerre et rallièrent les troupes anglaises composées de deux mille hommes, formant un corps de quatre mille hommes commandé par Jean de Toulongeon ainsi que les comtes de Salisbury et Suffolk. Il est à préciser qu'en 1422, c'est Antoine de Vergy (château de Frôlois) qui est fait Maréchal de France par le gouvernement d'Henri VI. Il fut convenu qu’il partirait le 29 sur une seule colonne sous la surveillance de deux inspecteurs généraux, que l’avant-garde serait composée d’un égal nombre de Bourguignons et d’Anglais ; qu’avant d’arriver au champ de bataille tout le monde mettrait pied à terre ; que les chevaux resteraient à une demi-lieue en arrière ; que chacun se pourvoirait d’un pieu aiguisé par les deux bouts et éviterait de faire des prisonniers durant le combat. Cette ordonnance fut publiée à son de trompe et son observation prescrite sous les peines les plus sévères.
Le 30, les deux armées sortirent de Vincelles et marchèrent contre l’ennemi rangé en bataille au-dessus de la montagne qui domine l’Yonne dans une position inexpugnable. On se garda bien de l’y attaquer ; les soldats se répandirent dans les prés de la Gravelle tandis que les Français descendaient au bord de l’eau pour en interdire le passage. On s’observa de part et d’autre ; enfin le lendemain un corps d’Anglais força le passage du pont et en ménagea l’accès au reste de l’armée malgré les efforts désespérés des Français. Le maréchal de Sévérac, écrasé par le nombre, abandonna une partie du champ de bataille où les Écossais restèrent seuls pour soutenir le choc. Leur défaite fut complétée par une sortie du sire de Chastellux qui écrasa les lignes ennemies et s’empara du futur connétable John Stuart ; au soir de la boucherie, les Bourguignons et les Anglais sont victorieux malgré la mort de seize cents hommes parmi lesquels soixante gentilshommes tandis que les Français et Écossais ont perdu plus de six mille hommes.
La liste nominative des principales victimes de la bataille est donnée par le chroniqueur bourguignon Jehan de Wavrin, qui a lui même participé dans les rangs anglais, à la bataille. On y trouve notamment des Écossais.